# Mont Kita
« Kitadake » redirige ici.  Pour le sommet du Sakurajima, voir Sakurajima.
Le mont Kita (北岳, Kita-dake) est la seconde plus haute montagne du Japon après le mont Fuji avec 3 193 mètres d'altitude. Il est le plus haut sommet non volcanique du pays puisqu'il fait partie des Alpes japonaises, un massif de roches métamorphiques et sédimentaires.